# Falköpings västra landskommun
Falköpings västra landskommun var en tidigare kommun i dåvarande Skaraborgs län.

## Administrativ historik
Kommunen inrättades i Falköpings västra socken i Gudhems härad i Västergötland när 1862 års kommunalförordningar trädde i kraft.
Municipalsamhället Falköpings förstäders municipalsamhälle inrättades här 4 juli 1919.
1935 uppgick landskommunen i Falköpings stad som 1971 ombildades till Falköpings kommun.